# Europese kampioenschappen boksen 1991
De Europese kampioenschappen boksen 1991 vonden plaats van 7 tot en met 12 mei 1991 in Göteborg, Zweden. Het door de EABA (European Amateur Boxing Association) georganiseerde toernooi was de 29e editie van de Europese kampioenschappen boksen voor mannen. Er werd door 191 boksers uit 26 landen gestreden in twaalf gewichtscategorieën.

## Medailles
| Gewichtsklasse                | Goud                  | Zilver                 | Brons                                   |
| ----------------------------- | --------------------- | ---------------------- | --------------------------------------- |
| Lichtvlieggewicht (– 48 kg)   | Ivailo Marinov        | Luigi Castiglione      | Pál Lakatos Paul Weir                   |
| Vlieggewicht (– 51 kg)        | István Kovács         | Mario Loch             | Daniel Petrov Valentin Barbu            |
| Bantamgewicht (– 54 kg)       | Serafim Todorov       | Miguel Dias            | Andreas Tews Jimmy Majanya              |
| Vedergewicht (– 57 kg)        | Paul Griffin          | Faat Gatin             | Alan Vaughan Djamel Lifa                |
| Lichtgewicht (– 60 kg)        | Vasile Nistor         | Ayrat Chamatov         | Marco Rudolph Toncho Tonchev            |
| Halfweltergewicht (– 63,5 kg) | Konstantin Tszyu      | Andreas Zülow          | Vukašin Dobrašinović Michele Piccirillo |
| Weltergewicht (– 67 kg)       | Roberto Welin         | Vladimir Yereshchenko  | Mujo Bajrović György Mizsei             |
| Halfmiddengewicht (– 71 kg)   | Israyel Hakobkokhyan  | Torsten Schmitz        | Jan Dydak Ole Klemetsen                 |
| Middengewicht (– 75 kg)       | Sven Ottke            | Michal Franek          | Aleksandr Lebziak Robert Buda           |
| Halfzwaargewicht (– 81 kg)    | Dariusz Michalczewski | Peter Zwezerijnen      | Rostyslav Zaulychnyi Marcel Beresoaie   |
| Zwaargewicht (– 91 kg)        | Arnold Vanderlyde     | Georgios Stefanopoulos | Evgeni Sukalov Peter Hart               |
| Superzwaargewicht (+ 91 kg)   | Yevgeni Belousov      | Andreas Schnieders     | Svilen Rusinov Brian Nielsen            |

Bron: EABA

## Medaillespiegel
| Plaats | Land              | Goud | Zilver | Brons | Totaal |
| 1      | Sovjet-Unie       | 3    | 3      | 3     | 9      |
| 2      | Duitsland         | 2    | 4      | 2     | 8      |
| 3      | Bulgarije         | 2    | 0      | 3     | 5      |
| 4      | Nederland         | 1    | 2      | 0     | 3      |
| 5      | Hongarije         | 1    | 0      | 3     | 4      |
| 6      | Roemenië          | 1    | 0      | 2     | 3      |
| 7      | Zweden            | 1    | 0      | 1     | 2      |
| 8      | Ierland           | 1    | 0      | 0     | 1      |
| 9      | Italië            | 0    | 1      | 1     | 2      |
| 10     | Tsjecho-Slowakije | 0    | 1      | 0     | 1      |
| 10     | Griekenland       | 0    | 1      | 0     | 1      |
| 12     | Joegoslavië       | 0    | 0      | 2     | 2      |
| 12     | Polen             | 0    | 0      | 2     | 2      |
| 14     | Denemarken        | 0    | 0      | 1     | 1      |
| 14     | Engeland          | 0    | 0      | 1     | 1      |
| 14     | Frankrijk         | 0    | 0      | 1     | 1      |
| 14     | Noorwegen         | 0    | 0      | 1     | 1      |
| 14     | Schotland         | 0    | 0      | 1     | 1      |
| Totaal | Totaal            | 12   | 12     | 24    | 48     |

Bron: EABA